# براتیسلاوا
براتیسلاوا (مجاری: Pozsony و آلمانی: Preßburg) پایتخت اسلواکی و بزرگ‌ترین شهر آن با جمعیت حدود ۴۷۵٬۰۰۰ و جمعیت کلان‌شهری ۶۶۰٬۰۰۰ نفر است و مساحتی به اندازه ۳۶۷٫۵۸۴ کیلومتر مربع دارد. براتیسلاوا چهارمین شهر بزرگ دانوب در هر دو سوی آن و در بخش چپ رود موراوا گسترده است. براتیسلاوا با واقع شدن در مرز مجارستان و اتریش، تنها پایتخت در جهان است که با دو کشور مرز مشترک دارد.

## تاریخچه
تاریخ این شهر تحت نفوذ مللی چون اسلواک‌ها، آلمانی‌ها، مجارها، چک‌ها، اتریشی‌ها و یهودی‌ها بوده است.
براتیسلاوا محل تاج‌گذاری و مرکز قانون‌گذاری و پایتخت پادشاهی مجارستان از ۱۵۶۳ تا ۱۷۸۳ بوده و یازده پادشاه مجارستان و هشت ملکه در کلیسای جامع سن مارتین تاج‌گذاری کرده‌اند. اکثر جلسات پارلمان مجارستان از قرن هفدهم تا دوران اصلاحات در این شهر برگزار می‌شد و این شهر محل زندگی بسیاری از شخصیت‌های تاریخی مجاری، آلمانی و اسلواکی بوده است.

## نگارخانه

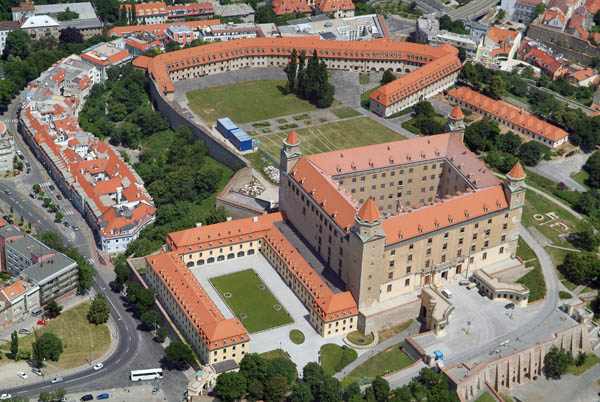
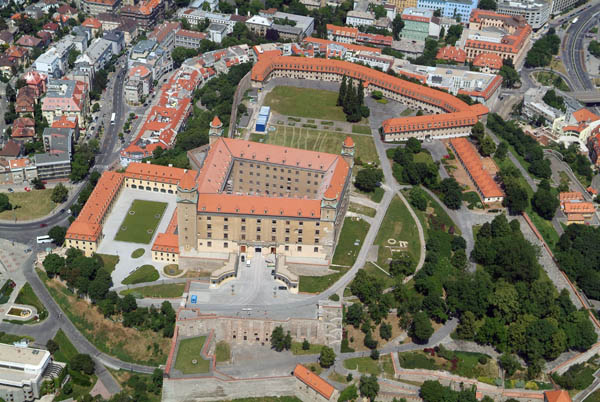
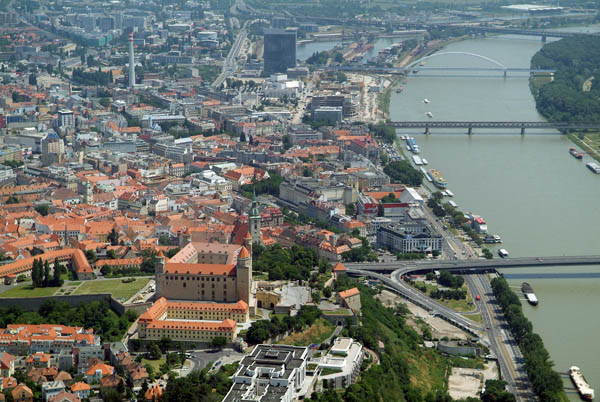
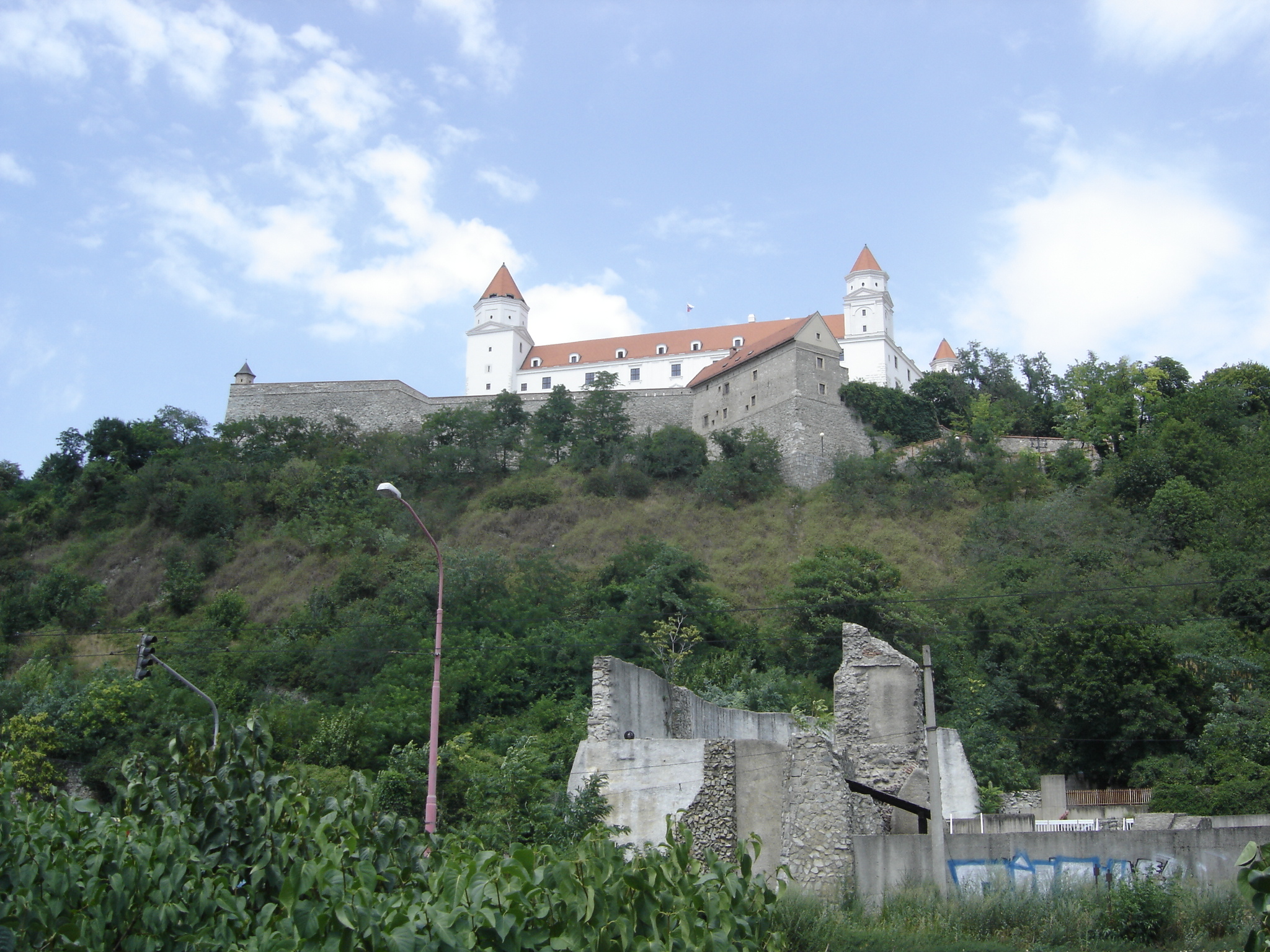
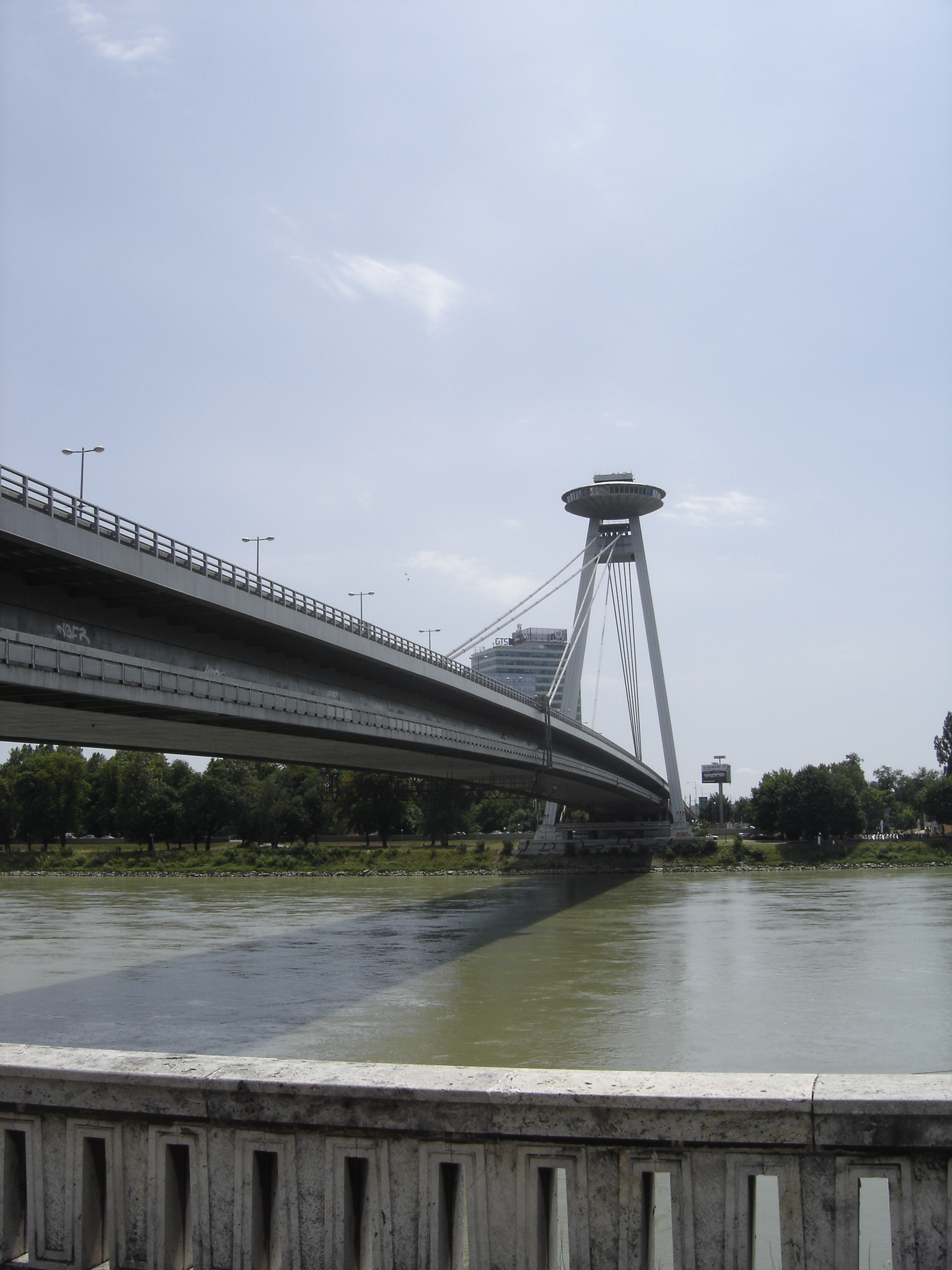
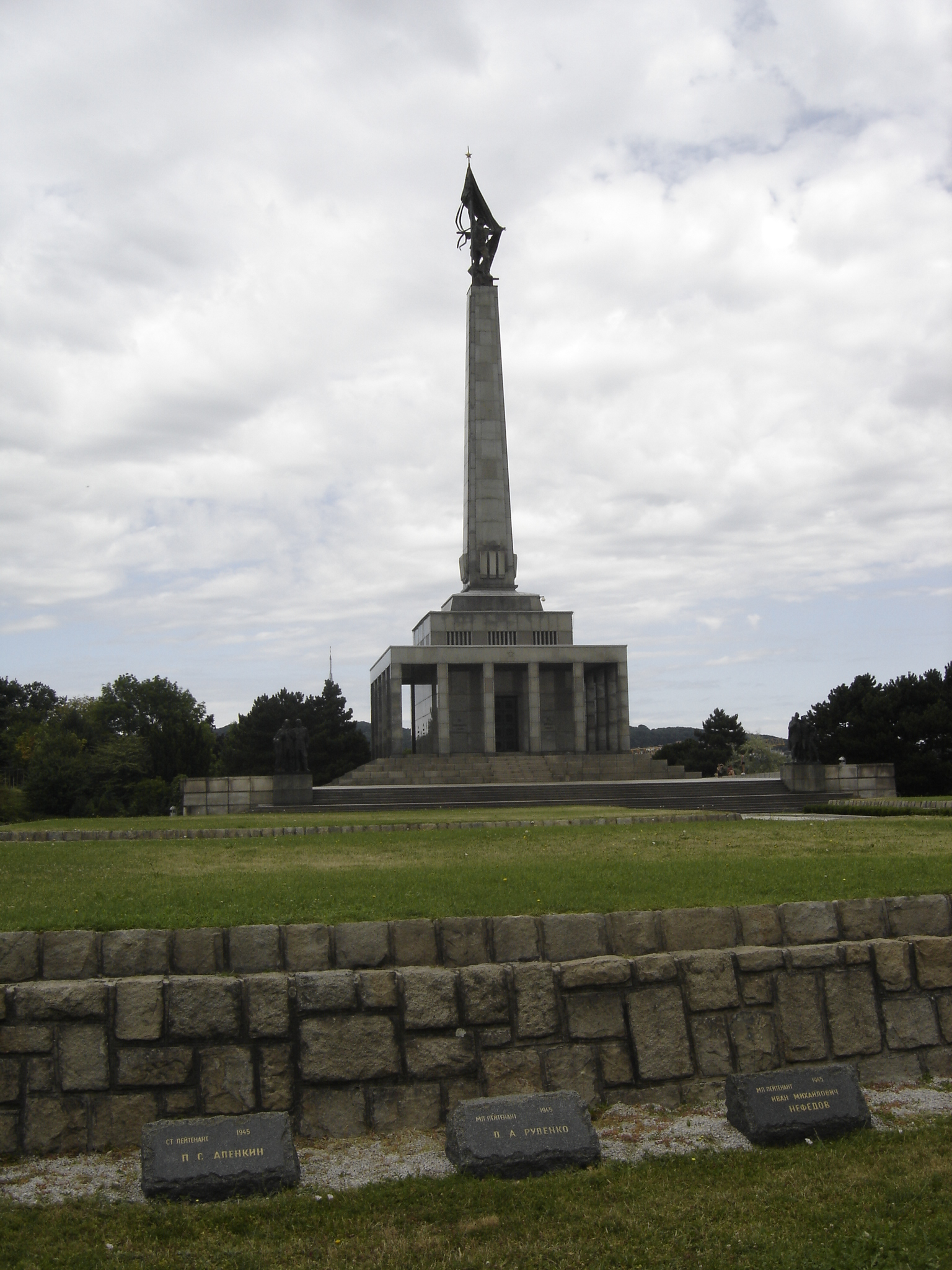
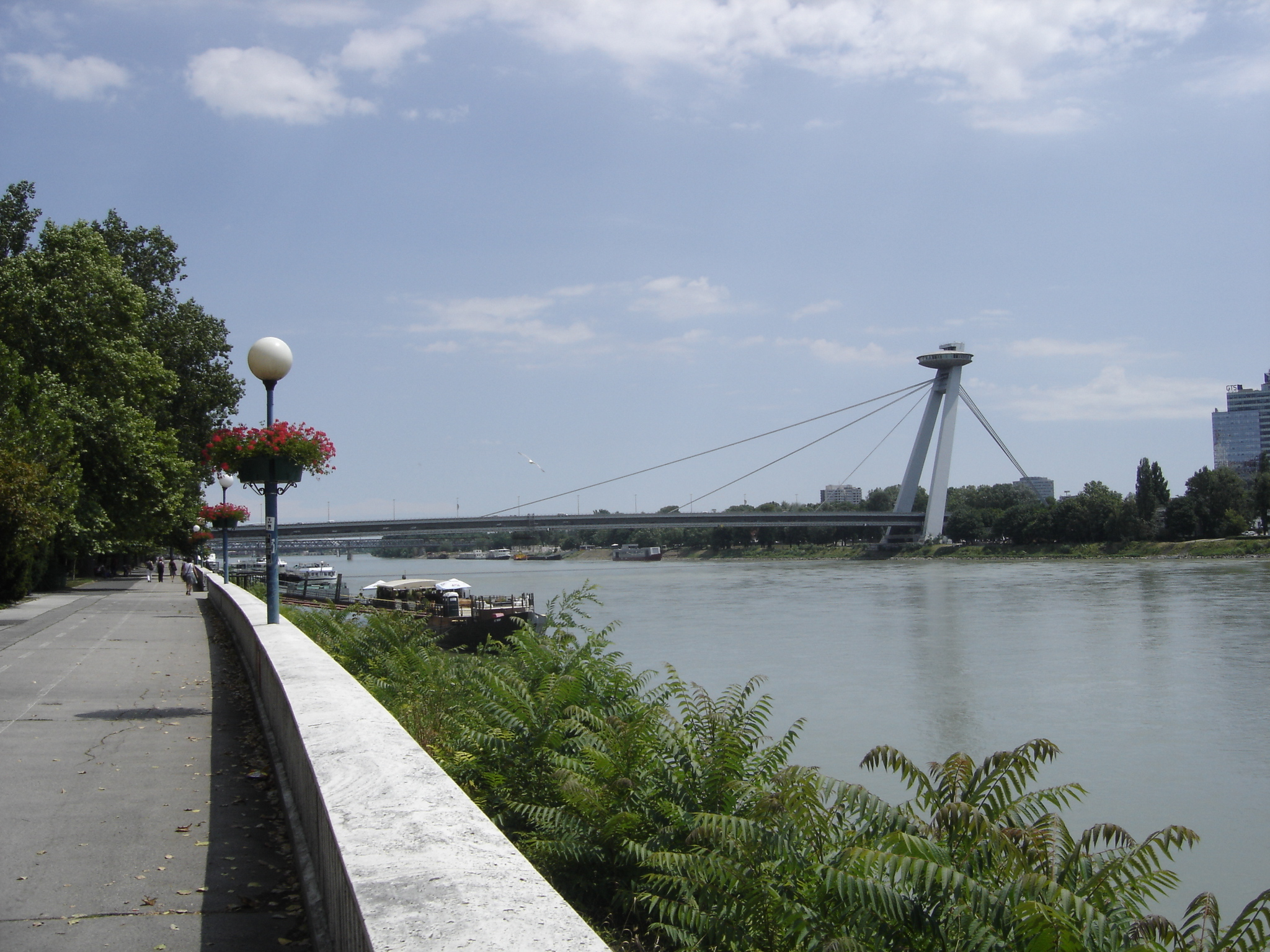
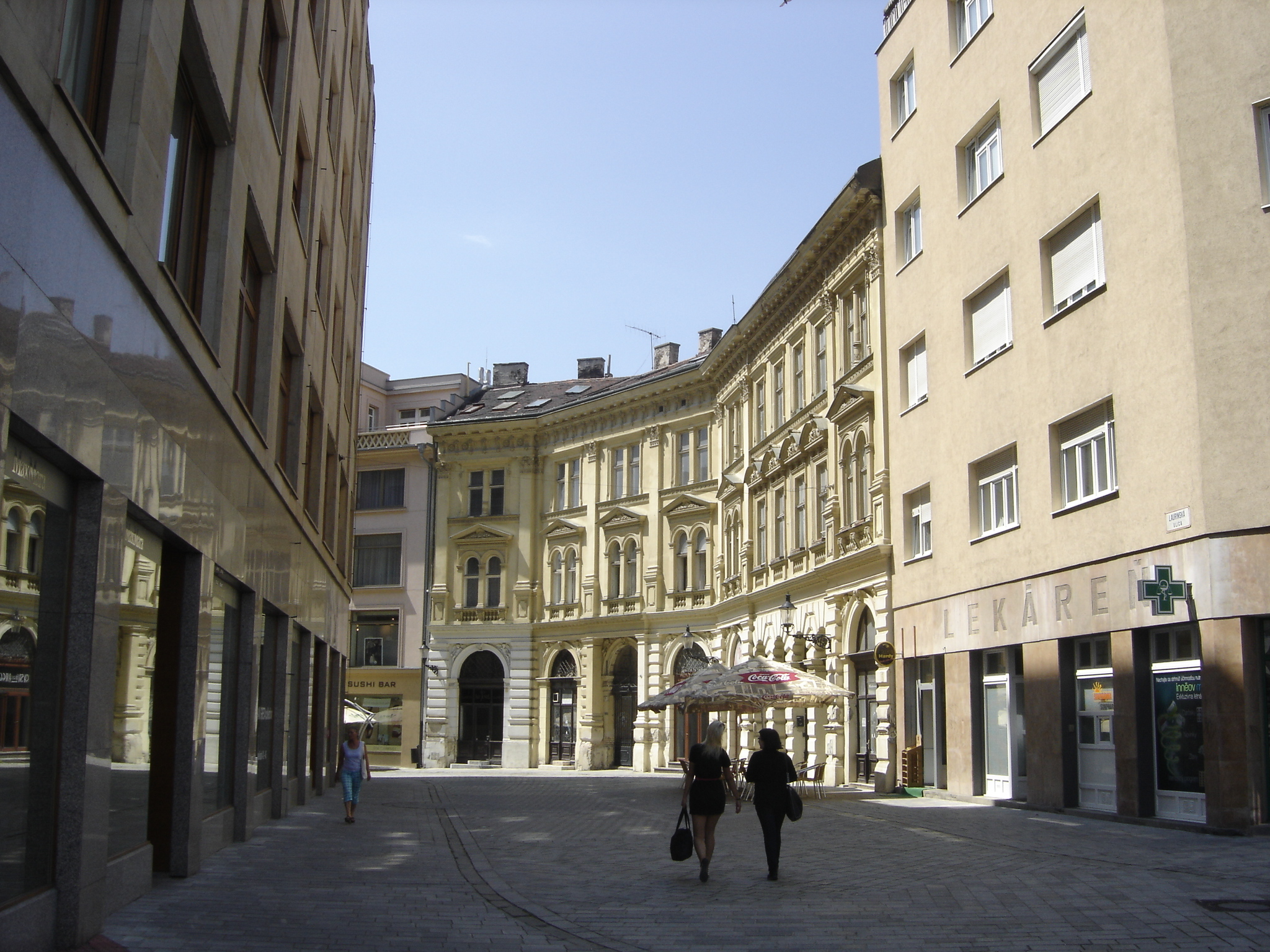